# 沙岭镇 (辽阳市)
沙岭镇，是中华人民共和国辽宁省辽阳市太子河区下辖的一个乡镇级行政单位。

## 行政区划
沙岭镇下辖以下地区：
东干河村、小闯屯村、沙岭村、韩家台村、养鱼池村、小沙岭村、金山屯村、沙岭台村、双台子村、新民村、南沙岭村、高洛子村、兵马屯村、西干河村、大闯屯村、绣江村、后绣江村和后青堆村。